# Tetrastichus crinicornis
Tetrastichus crinicornis is een vliesvleugelig insect uit de familie Eulophidae. De wetenschappelijke naam is voor het eerst geldig gepubliceerd in 1840 door Perris.